# Autorità del Canale di Panama

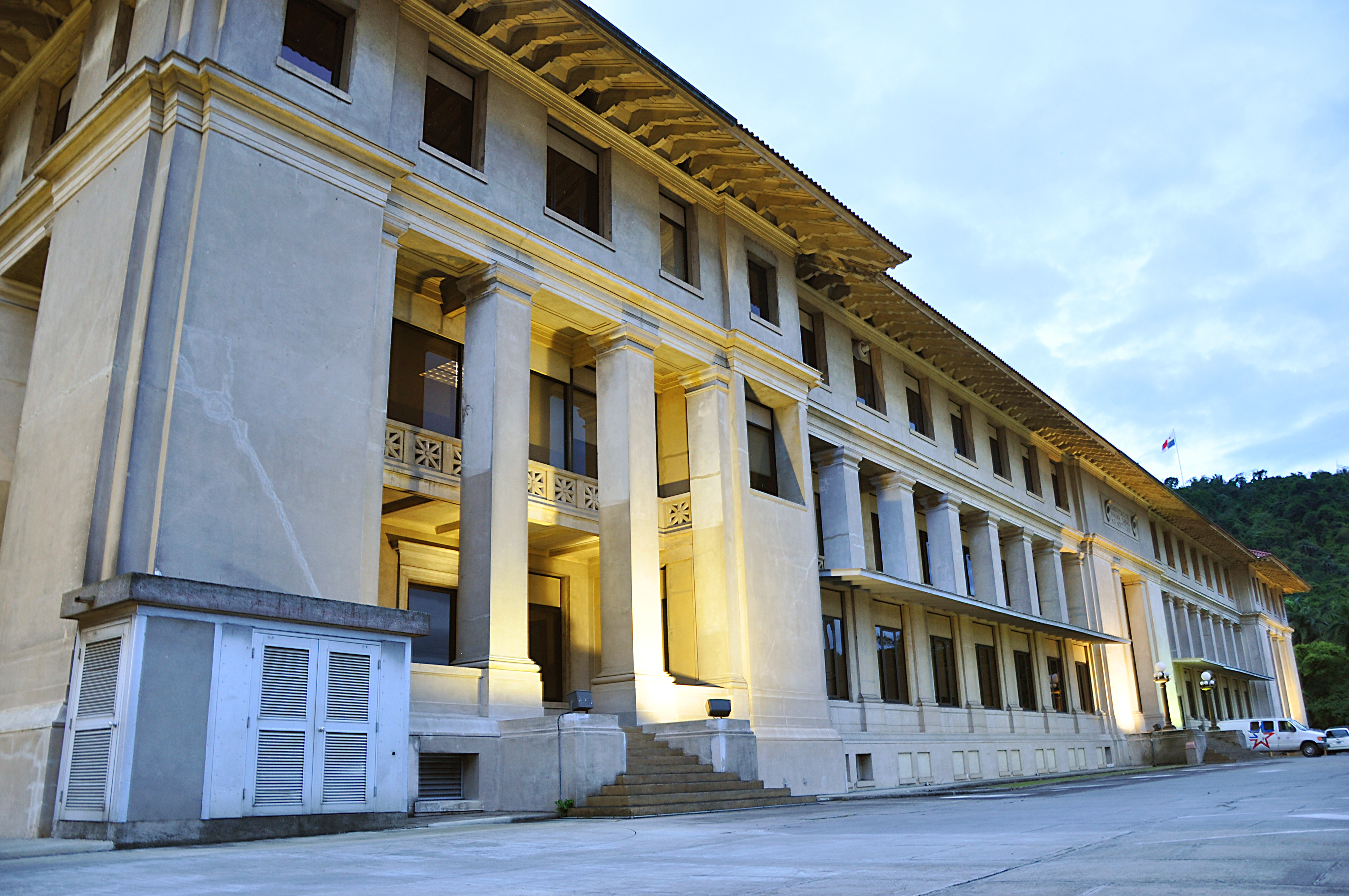
Il palazzo della sede dell'autorità

L'Autorità del Canale di Panama, in spagnolo Autoridad del Canal de Panamá o Panama Canal Authority in inglese,  è l'agenzia del Governo di Panama responsabile per le operazioni e la gestione del canale di Panama. Questa Agenzia il 31 dicembre del 1999 è subentrata nell'amministrazione del canale alla precedente Panama Canal Commission, l'agenzia panamo-statunitense creata quando l'amministrazione del canale passò dagli Stati Uniti a Panama con il trattato di Torrijos–Carter. La sede dell'agenzia si trova a Balboa, un distretto della città di Panama.

## Istituzione
Questa Agenzia è stata istituita secondo il Titolo XIV della Costituzione della Repubblica di Panama. Ha la responsabilità esclusiva per quanto riguarda le operazioni, l'amministrazione, la gestione, la manutenzione, la modernizzazione e il mantenimento del canale. Inoltre è responsabile perché le operazioni nel canale si svolgano in una modalità sicura, efficiente, senza interruzioni e realizzando un profitto.
La Legge Organica costitutiva dell'Autorità del Canale di Panama è stata approvata il giorno 11 giugno del 1997 e fornisce il quadro di riferimento legale per l'organizzazione e le operazioni del canale

## Organizzazione
Per la sua stessa natura l'Autorità gode dell'autonomia finanziaria così come della proprietà delle risorse del canale.
Il consiglio di amministrazione è responsabile della definizione delle politiche delle operazioni, del miglioramento e della modernizzazione del canale. Inoltre supervisiona che il management rispetti le norme della Costituzione, della legge istitutiva dell'Autorità, e di tutte regolamentazioni applicabili e pertinenti alle attività del canale.
Il Consiglio nel 2022 è così composto:
Un direttore viene nominato dal Presidente della Repubblica. Presiede il Consiglio ed è anche nominato Ministro per gli affari del Canale
Un direttore viene nominato dal ramo legislativo che ha la libertà di nominarlo o di rimuoverlo
Nove direttori sono nominati dal Presidente della Repubblica con il consenso del Consiglio di Gabinetto e la ratifica della maggioranza assoluta dell'Assemblea Legislativa
I direttori rimangono in carica per nove anni e possono essere rimossi solo sulla base delle motivazioni stabilite nell'articolo 20 della Legge organica del Canale di Panama. 
Per legge il Canale di Panama è considerato un bene inalienabile del patrimonio della Repubblica di Panama quindi non può essere venduto, assegnato, dato in pegno e in nessun modo la proprietà pubblica possa essere trasferita o limitata.

## Consiglio di amministrazione
Dal 15 gennaio 2020 il Consiglio è così composto:
- Aristides Royo S., Presidente del Consiglio
- Alberto Vallarino Clément
- Enrique Sanchez Salmon
- Francisco Sierra Fábrega
- Henri M. Mizrachi K.
- Jorge L. González
- Lourdes del Carmen Castillo Murillo
- Nicolás González Revilla
- Oscar Ramírez
- Ricardo Manuel Arango
- Roberto Ábrego Torres